# Mitumba
Mitumba - pasmo górskie w Demokratycznej Republice Konga i Burundi. Najwyższym szczytem jest Kahuzi, który osiąga wysokość 3308 m. Jest częścią krainy Wielkich Rowów Afrykańskich. 

## Geografia
Na północnym zachodzie i zachodzie pasma roztacza się rozległa Kotlina Konga, a na południowym wschodzie pasmo przechodzi w wyżynę Marungu. Na południu i południowym zachodzie góry Mitumba ograniczone są wyżynami Lunda w Angoli i Katanga w Zambii i Demokratycznej Republice Konga. Na północnym wschodzie Wyżyny Katanga rozciąga się także pasmo Kundelungu łączące się z łańcuchem Mitumba. 

## Największe rzeki
Góry Mitumba przecięte są przez trzy duże rzeki płynące z południa na północ: Lualabę (górny odcinek Konga), Lufirę i Luvuę. U południowych podnóży pasma swój początek biorą m.in. Zambezi, Kabompo i Lunga. We wschodniej części pasma, przebiegającej wzdłuż Wielkich Rowów Afrykańskich, pasmo przecinają rzeki płynące ze wschodu na zachód, m.in. Lukuga, Elila, Lowa.